# 1504 w literaturze
Wydarzenia literackie w 1504 roku.

## Nowe książki
- Jacopo Sannazaro, Arcadia

## Urodzili się
- Giambattista Giraldi Cinzio, włoski poeta

## Zmarli
- Pandolfo Collenuccio, włoski poeta